# Nicolette Hellemans
Nicolette Hellemans, född den 30 november 1961 i Groningen i Nederländerna, är en nederländsk roddare.
Hon tog OS-silver i dubbelsculler i samband med de olympiska roddtävlingarna 1984 i Los Angeles.